# Gábor Demszky

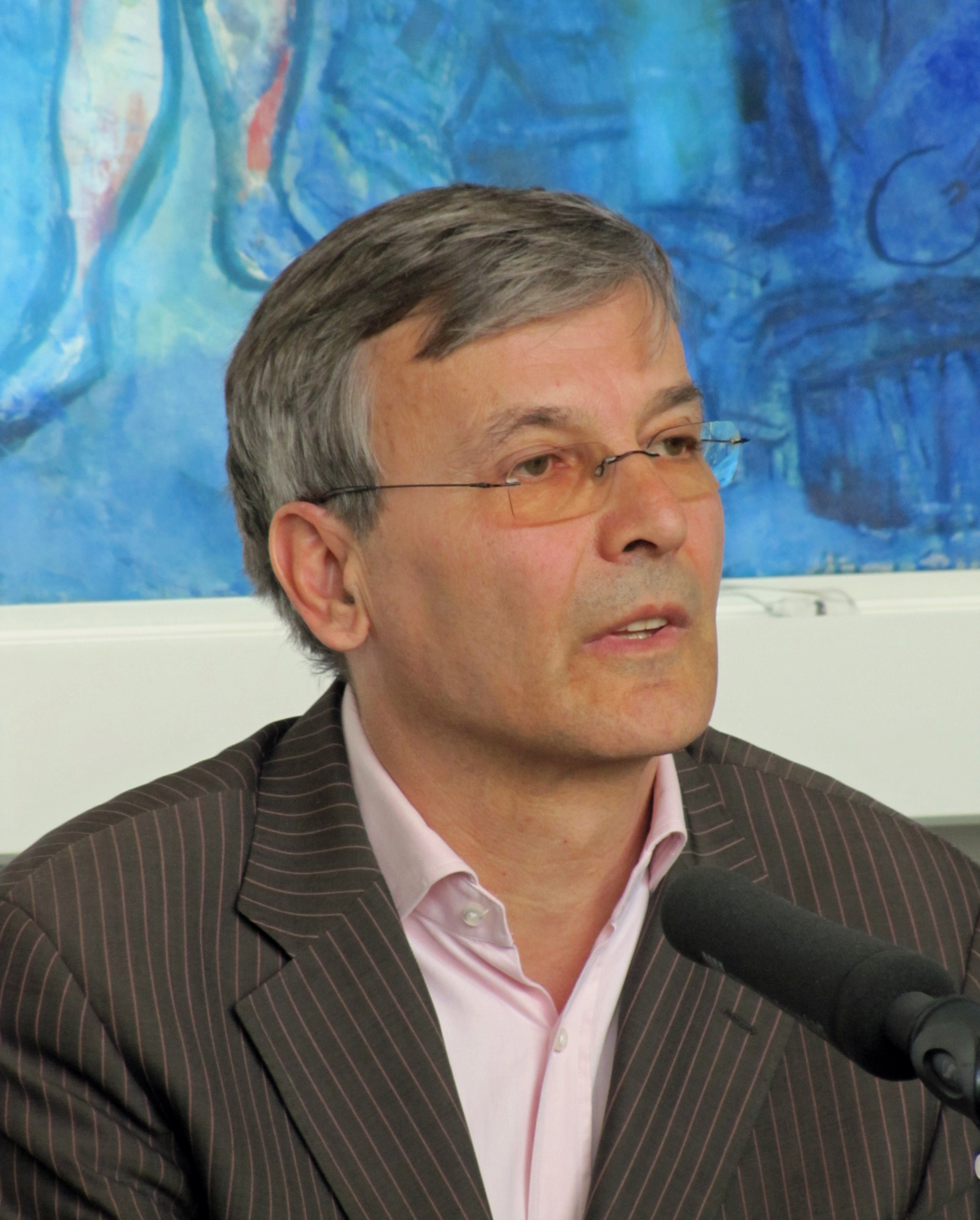
Gábor Demszky, 2012 in Frankfurt am Main

Gábor Demszky [ˈɡaːbor ˈdɛmski] (* 4. August 1952 in Budapest) ist ein ungarischer Politiker. Der Jurist und Soziologe war vom 31. Oktober 1990 bis zum 3. Oktober 2010 Oberbürgermeister von Budapest. Vor dem Fall des Eisernen Vorhangs war Demszky Verleger und Herausgeber von Samisdatschriften.

## Leben
Demszky ist Mitglied der ungarischen Liberalen (SZDSZ, Szabad Demokraták Szövetsége). Neben seiner Funktion als Budapester Oberbürgermeister war er von 2000 bis 2001 für anderthalb Jahre auch Vorsitzender seiner Partei.
Demszky studierte von 1970 bis 1976 Jura. In dieser Zeit gehörte er einem linksoppositionellen Studentenkreis an und musste zwischen 1972 und 1973 sein Studium unterbrechen. Eine Anstellung als Jurist wurde ihm verwehrt; so war er bis 1979 Mitarbeiter der Zeitung Világosság und studierte Soziologie. Nach seiner Mitarbeit bei oppositionellen Projekten wurde Demszky bei Világosság entlassen und bekam ein Ausreise- und Publikationsverbot.
In der Folgezeit arbeitete er bei kleinen Verlagen. 1981 gründete er gemeinsam mit László Rajk, dem Sohn des 1949 hingerichteten Außenministers gleichen Namens, den unabhängigen Verlag AB mit, der u. a. Werke der polnischen Opposition veröffentlichte. Wegen der Publikation von Samisdatschriften der Solidarność und von György Konrád wurde Demszky 1983 zu einer sechsmonatigen Haftstrafe verurteilt, die auf Bewährung ausgesetzt war.
Am 13. November 1988 gehörte er zu den Gründern der SZDSZ. Im Juni 2004 wurde Demszky in das EU-Parlament gewählt. Er musste am 29. Oktober desselben Jahres von seinem Parlamentssitz zurücktreten, weil sich herausstellte, dass sein OB-Posten unvereinbar damit sei. Viktória Mohácsi übernahm seinen Sitz.
Am Tag der ungarischen Parlamentswahl, am 8. April 2018 erregte Gábor Demszky durch Handgreiflichkeiten öffentliches Aufsehen: als er vor Wahllokalen an schlangestehende Bürger Flugblätter verteilte und von Reportern der Fidesz-Regierungs-nahen Echo-TV nach deren Inhalt erfragt wurde (vermutlich Aufforderungen zu oppositionellem Abstimmungsverhalten), reagierte er diesen gegenüber verbal wie physisch ausfallend.